# Hadjina attinis
Hadjina attinis är en fjärilsart som beskrevs av Max Wilhelm Karl Draudt 1950. Hadjina attinis ingår i släktet Hadjina och familjen nattflyn. Inga underarter finns listade i Catalogue of Life.